# Euploea ochsenheimeri
Euploea ochsenheimeri är en fjärilsart som beskrevs av Moore 1857. Euploea ochsenheimeri ingår i släktet Euploea och familjen praktfjärilar. Inga underarter finns listade i Catalogue of Life.